# 1812: Napoleons Feldzug in Russland

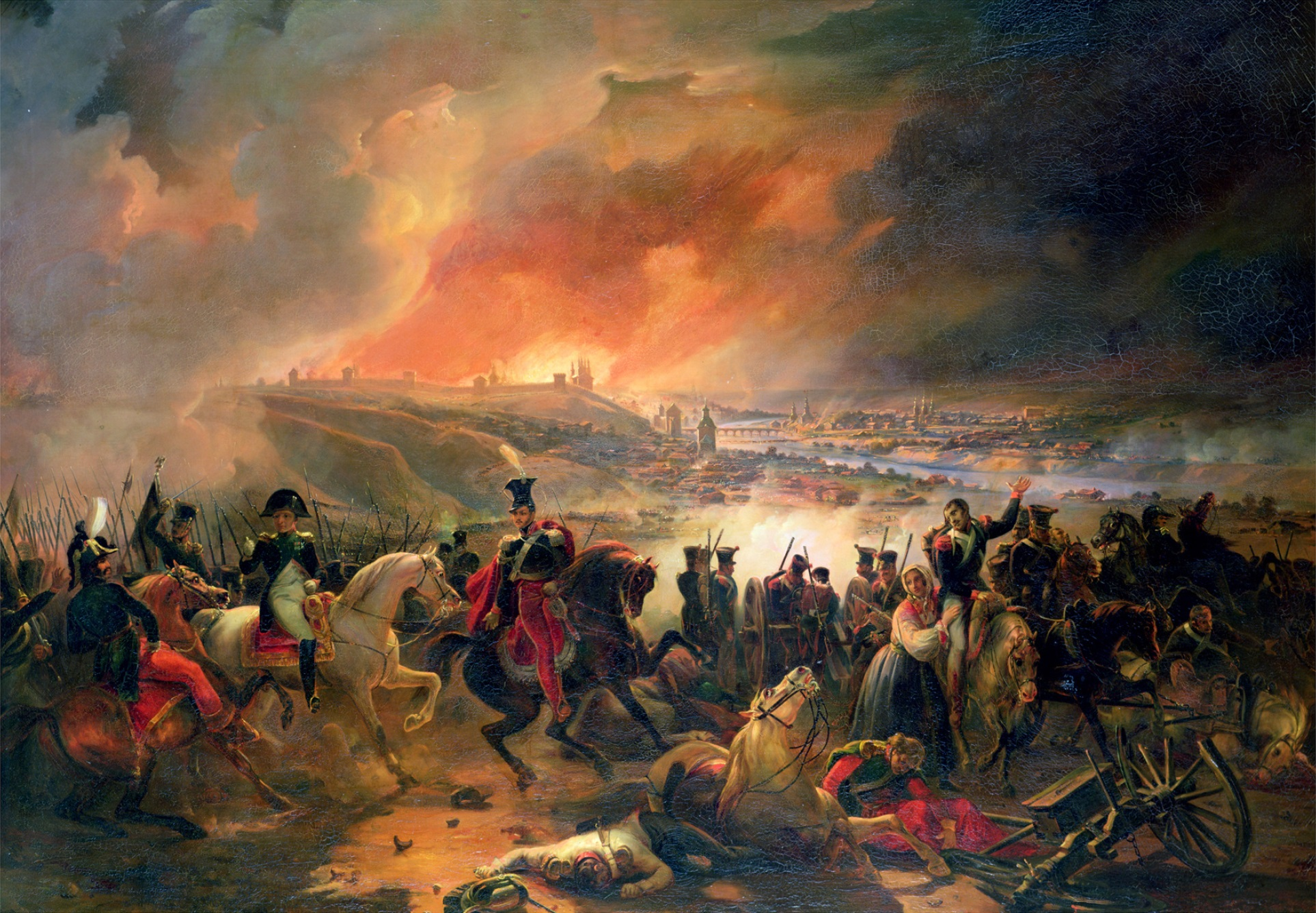
Bild der Schlacht um Smolensk am 17. August 1812, einer der beschriebenen Schlachten des Feldzugs. Gemalt wurde das Bild von Jean-Charles Langlois im Jahr 1838. Das Buch Zamoyskis verwendet nur Bilder, die von Augenzeugen angefertigt wurden.

1812: Napoleons Feldzug in Russland (im Original: Moscow 1812: Napoleon’s Fatal March) ist ein historisches Werk von Adam Zamoyski. Es wurde erstmals am 3. August 2004 von HarperCollins veröffentlicht und beschäftigt sich mit der Entstehung und Durchführung von Napoleons Russlandfeldzug 1812 und dem darauffolgenden Rückzug und politischen Untergang Napoleons.

## Kritik
Das Buch erhielt hauptsächlich positive Kritiken. Günter Müchler vom Deutschlandradio etwa bezeichnete das Buch als „Meisterwerk der Geschichtsschreibung“. Ulli Wendelmann vom NDR spricht von einem „packenden Bestseller“ und für Volker Ullrich vom Tages-Anzeiger handelt es sich um einen „grandiosen Epos“ und um eines der „seltenen historischen Bücher, die man von der ersten bis zur letzten Seite mit angehaltenem Atem liest“.

## Verkaufserfolg
Bis Anfang Mai 2014 wurden mehr als 80.000 Exemplare des Buchs in Deutschland verkauft.

## Ausgabe
- Adam Zamoyski: 1812. Napoleons Feldzug in Russland. Verlag C. H. Beck, 2012, ISBN 978-3-406-63170-2 (englisch: Moscow 1812: Napoleon’s Fatal March. Übersetzt von Ruth Keen).